# Ringu (1995)
Ringu (jap. リング) ist eine Literaturverfilmung nach The Ring von Kōji Suzuki aus dem Jahr 1995. Es ist die erste Verfilmung des Romans.

## Inhalt
Kazuyukis Nichte Tomoko stirbt an einem Herzinfarkt. Die Freundinnen von Tomoko starben auf die gleiche Weise. Kazuyuki erfährt, dass sie alle von einem mysteriösen Videoband getötet wurden und sieht es sich selbst an. Kazuyuki erkennt, dass er nur noch eine Woche zu leben hat und bittet seinen Freund Ryuji Takayama um Hilfe.

## Veröffentlichung
Der Film wurde am 11. August 1995 auf Fuji TV ausgestrahlt. Auf VHS wurde der Film auf Ringu: Kanzenban geändert. Der Film wurde nur in Japan veröffentlicht und es erschienen auch keine neuen Heimveröffentlichungen mehr.